# Миллс, Ширли
Ширли Миллс (англ. Shirley Mills; 8 апреля 1926, Такома — 31 марта 2010, Аркейдия) — американская киноактриса, начавшая сниматься с 12-летнего возраста.

## Биография
Ширли Оливия Миллс родилась 8 апреля 1926 года в городе Такома, штат Вашингтон, но ещё ребёнком переехала с родителями в южную Калифорнию. Начала сниматься, когда ей было 12 лет, и её первая же работа, фильм «Невеста-дитя», вызвал пристальное внимание и осуждение общественности, так как там юная Миллс была показана обнажённой. Продолжила сниматься в 1940-х годах, но обычно во второстепенных ролях, зачастую без указания в титрах. Последний раз на широких экранах появилась в 1952 году, в 1954 и 1956 годах разово появлялась на телевидении в двух эпизодах двух сериалов.
После окончания кино-карьеры пробовала себя в качестве певицы и танцовщицы, снималась в рекламе, работала в сфере продаж первых персональных компьютеров (1960-е годы), основала агентство праздников и свадеб A Party For All Seasons. В 1976 году у Ширли умер отец, три года спустя — мать. В 1977 году вышла замуж за Мела Хансона, с которым прожила до самой его смерти в 1995 году. Детей у пары не было.
Ширли Миллс скончалась в Аркейдии, штат Калифорния, от пневмонии 31 марта 2010 года, не дожив недели до своего 84-го дня рождения.

## Избранная фильмография
За 18 лет карьеры Ширли Миллс снялась в 26 фильмах и 2 сериалах.
- 1940 — Гроздья гнева / The Grapes of Wrath — Рут Джоад
- 1940 — Виргиния-Сити / Virginia City — плачущая девочка (в титрах не указана)
- 1942[3] — Невеста-дитя / Child Bride — Дженни Колтон
- 1942 — Мисс Энни Руни[англ.] / Miss Annie Rooney — Одри Холлис
- 1944 — Никто не избежит / None Shall Escape — Анна Оремская
- 1951 — Модель и сваха[англ.] / The Model and the Marriage Broker — Айна Кушнер (в титрах не указана)
- 1952 — Шесть моих убеждений[англ.] / My Six Convicts — Блондинка Тилли (в титрах не указана)
- 1954 — Моя маленькая Марджи[англ.] / My Little Margie — Мюриэль Джойнер (в 1 эпизоде)